# Cornelia Heinrich
Cornelia Heinrich, vor Heirat Ende 1983 Cornelia Sulek (* 2. Juni 1960 in Marktoberdorf), ist eine ehemalige deutsche Leichtathletin.

## Sportliche Karriere
Cornelia Sulek begann bei der LG Lech/Ammersee und startete ab 1979 für den LAC Quelle in Fürth. 1983 heiratete sie den Hammerwerfer Wolfgang Heinrich. Als Cornelia Heinrich war sie 1985 und 1986 beim MTV Ingolstadt und ab 1987 beim LC Olympiapark München. Bis 1980 trat sie im Fünfkampf an, ab 1981 im Siebenkampf. 
Bei deutschen Meisterschaften belegte Sulek 1978 in Köln den dritten Platz im Diskuswurf. 1979 in Uerdingen gewann sie den Mannschaftstitel im Fünfkampf zusammen mit Beatrix Philipp und Eva Wilms. 1981 in Sindelfingen wurde sie Hallenmeisterin im Kugelstoßen. Im Siebenkampf siegte sie 1987 in Ulm in der Einzelwertung, 1982 und 1989 wurde sie Zweite. 1986 in Hannover wurde sie zusammen mit Birgit Clarius und Sabine Schwarz Mannschaftsmeisterin im Siebenkampf.
Bei den Junioreneuropameisterschaften 1977 belegte Cornelia Sulek den siebten Platz im Diskuswurf. Cornelia Heinrich(-Sulek) startete von 1978 bis 1989 bei 16 Meisterschaften und Länderkämpfen im Nationaltrikot. 1978 wurde sie im Fünfkampf 12. bei den Europameisterschaften in Prag und rückte nachträglich nach zwei Dopingdisqualifikationen auf den 10. Platz vor. 1980 stand Sulek in der Mannschaft für die Olympischen Spiele in Moskau, die wegen des Olympiaboykotts nicht antreten durfte. 1987 bei den Weltmeisterschaften in Rom belegte Cornelia Heinrich den 17. Platz im Siebenkampf.
Cornelia Heinrich war ausgebildete Zahnarzthelferin, arbeitete aber später als Physiotherapeutin.

## Bestleistungen
- Hochsprung: 1,90 Meter am 1. September 1979 in Dresden
- Weitsprung: 6,37 Meter am 16. Juli 1989 in Helmond[6]
- Kugelstoßen: 16,57 Meter am 8. Juli 1979 in Augsburg
- Diskuswurf: 54,94 Meter am 27. Mai 1978 in Hauzenberg
- Fünfkampf: 4591 Punkte am 16. Juni 1979 in Uerdingen
- Siebenkampf: 6453 Punkte am 17./18. Mai 1989 in Götzis